# Ciocârlie
Ciocârliile (Alaudidae) sunt o familie de păsări cântătoare din ordinul „Passeriformes” care cuprinde 92 de specii cu corpul de dimensiune mijlocie sau mică. Ciocârliile sunt păsări care cântă în zbor, aleargă și își fac pe sol cuibul care conține cca. 6 ouă pestrițe. La păsările din această familie nu există un dimorfism sexual accentuat; din acest motiv femela se deosebește greu  de mascul. Hrana de bază a ciocârliilor o constituie semințele vegetale.

## Sistematica
Familia alaudide (Alaudidae) include 21 de genuri și 91 specii:
- Alaemon

- Alaemon alaudipes = Ciocârlie cu cioc lung
- Alaemon hamertoni

- Chersomanes

- Chersomanes albofasciata

- Ammomanopsis

- Ammomanopsis grayi

- Certhilauda

- Certhilauda chuana
- Certhilauda subcoronata
- Certhilauda curvirostris
- Certhilauda semitorquata

- Pinarocorys

- Pinarocorys nigricans
- Pinarocorys erythropygia

- Ramphocoris

- Ramphocoris clotbey = Ciocârlie cu cioc gros

- Ammomanes

- Ammomanes cinctura = Ciocârlie de deșert mică
- Ammomanes phoenicura
- Ammomanes deserti = Ciocârlie mare de deșert

- Eremopterix

- Eremopterix australis
- Eremopterix leucotis = Ciocârlie vrabie
- Eremopterix nigriceps = Ciocârlie cu obraz alb
- Eremopterix griseus
- Eremopterix signatus
- Eremopterix leucopareia
- Eremopterix verticalis
- Eremopterix hova

- Calendulauda

- Calendulauda sabota
- Calendulauda poecilosterna
- Calendulauda alopex
- Calendulauda africanoides
- Calendulauda albescens
- Calendulauda burra
- Calendulauda erythrochlamys

- Heteromirafra

- Heteromirafra ruddi
- Heteromirafra archeri

- Mirafra

- Mirafra apiata
- Mirafra fasciolata
- Mirafra collaris
- Mirafra africana
- Mirafra sharpii
- Mirafra hypermetra
- Mirafra somalica
- Mirafra ashi
- Mirafra angolensis
- Mirafra rufocinnamomea
- Mirafra williamsi
- Mirafra pulpa
- Mirafra cordofanica
- Mirafra passerina
- Mirafra albicauda
- Mirafra cheniana
- Mirafra javanica
- Mirafra microptera
- Mirafra assamica
- Mirafra erythrocephala
- Mirafra erythroptera
- Mirafra affinis
- Mirafra rufa
- Mirafra gilletti

- Chersophilus

- Chersophilus duponti = Ciocârlie de stepă

- Eremalauda

- Eremalauda dunni = Ciocârlie de nisip
- Eremalauda eremodites

- Alaudala

- Alaudala somalica
- Alaudala rufescens = Ciocârlie mică
- Alaudala raytal

- Melanocorypha

- Melanocorypha bimaculata = Ciocârlie cu două pete
- Melanocorypha calandra = Ciocârlie de bărăgan
- Melanocorypha yeltoniensis = Ciocârlie neagră
- Melanocorypha maxima
- Melanocorypha mongolica

- Calandrella

- Calandrella acutirostris
- Calandrella cinerea
- Calandrella blanfordi
- Calandrella eremica
- Calandrella brachydactyla = Ciocârlie de stol, Ciocârlie cu degete scurte
- Calandrella dukhunensis

- Eremophila

- Eremophila bilopha = Ciocârlie urechiată de deșert
- Eremophila alpestris = Ciocârlie urecheată, Ciocârlie urechiată

- Lullula

- Lullula arborea = Ciocârlie de pădure

- Spizocorys

- Spizocorys sclateri
- Spizocorys starki
- Spizocorys fremantlii
- Spizocorys personata
- Spizocorys fringillaris
- Spizocorys conirostris
- Spizocorys obbiensis

- Alauda

- Alauda leucoptera = Ciocârlie cu aripi albe
- Alauda razae
- Alauda arvensis = Ciocârlie de câmp
- Alauda gulgula = Ciocârlie orientală

- Galerida

- Galerida modesta
- Galerida magnirostris
- Galerida theklae = Ciocârlan spaniol
- Galerida cristata = Ciocârlan, Ciocârlan moțat
- Galerida malabarica
- Galerida deva